# Telesoccorso
Il telesoccorso è un servizio sociosanitario che favorisce la domiciliarità e consente alle persone che si trovano in uno stato di disagio, ed ai loro familiari, di continuare a vivere serenamente ed in sicurezza presso la propria abitazione.
È un servizio rivolto principalmente alle persone anziane, ai portatori di handicap, a chi vive solo o in stato di isolamento.
Il servizio prevede il lancio di un allarme in caso di bisogno tramite la pressione di un comodo telecomando.
L'allarme può essere indirizzato a strutture specializzate (centrali di telesoccorso) o direttamente ai familiari.
Il servizio collegato a strutture professionali garantisce una migliore qualità del servizio e una gestione delle problematiche legate agli allarmi con procedure standardizzate e quindi minimizzando il rischio di errore di classificazione degli allarmi.